# Гремийон, Жан
Жан Гремийон (фр. Jean Grémillon; 3 октября 1902, Байё — 25 ноября 1959, Париж) — французский кинорежиссёр.
За время своей сравнительно короткой кинокарьеры Гремийон зарекомендовал себя как настоящий иконоборец, его творчество высоко оценивалось и восхвалялось французскими интеллектуалами за такие фильмы, как «Смотрители маяка» (1930). Позднее Гремийон стал известен созданием глубоко личных, мрачно эмоциональных фильмов, таких как аллегорический «Летний свет» (1943). Его самым известным фильмом стал «Буксиры» (1941).

## Биография
Жан Гремийон родился 3 октября 1902 года в Байё, Кальвадос, Франция. Гремийон занимался в музыкальной школе Схола Канторум в Париже по классу скрипки Н. Лежёна. Затем работал в оркестре в качестве аккомпаниатора немых фильмов. После знакомства с кинорежиссёром Жоржем Периналем Гремийон заинтересовался кино, и начиная с 1923 года поставил целую серию документальных короткометражных и авангардных фильмов, часть из которых сегодня утеряна.
Первого существенного успеха Гремийон добился в 1928 году с драматическим художественным фильмом «Мальдон». Фильмы Гремийона производили сильное впечатление на интеллектуальную часть публики, но не были особенно успешными у массовой аудитории, ориентированной на мейнстрим. На протяжении четверти века Гремийон поставил ещё двадцать художественных фильмов. Наиболее известными среди которых стали пять картин, созданных в период между 1937 и 1944 годами — «Сердцеед», «Странный господин Виктор», «Буксиры», «Летний свет» и «Небо принадлежит вам». Во всех этих фильмах, кроме первого, главные женские роли сыграла Мадлен Рено.
Гремийон часто сам писал музыку к своим фильмам. Гремийон стремился к созданию амбициозных проектов, но вновь и вновь сталкивался с ограничениями киноиндустрии. В конце концов, он вернулся к созданию документальных короткометражек в 1950-е годы.
Жан Гремийон умер 25 ноября 1959 года в Париже.

## Признание
В 1943—1958 годах Гремийон занимал должность президента Французской синематеки.
В 1947 году Гремийон был членом жюри Каннского кинофестиваля.
В 1949 году Гремийон совместно с оператором Филиппом Агостини и монтажером Луизетт Отекер завоевал специальный приз Международного кинофестиваля в Локарно в категории сочетание монтажа и операторской работы за свой фильм «Белые лапки».
В 1958 году был председателем жюри 19-го Венецианского кинофестиваля.

## Фильмография

### Художественные фильмы
1928 — Мальдон / Maldone 

1930 — Смотрители маяка / Gardiens de phare 

1931 — Маленькая Лиза / La petite Lise 

1932 — Мулатка Дайна / Dainah la metisse 

1934 — Скорбящая / La dolorosa 

1936 — Мушиные лапки / Les pattes de mouche 

1937 — Часовой, тревога! / ¡Centinela, alerta! 

1937 — Сердцеед / Gueule d’amour 

1938 — Странный господин Виктор / L'étrange Monsieur Victor 

1939 — Буксиры / Remorques 

1943 — Летний свет / Lumière d'été 

1943 — Небо принадлежит вам / Le ciel est à vous 

1949 — Белые лапки / Pattes blanches 

1951 — Странная мадам Икс / L'étrange Mme X 

1954 — Любовь женщины / L’amour d’une femme 

### Документальные фильмы
1946 — Шестого июня на рассвете (Le Six Juin a l’aube) 

1949 — Прелести существования (Les Charmes de l’existence) 

1955 — Дом с картинками (La Maison auximages) 